# Johan Stålbom
Johan Stålbom, född 1712 i Karis, nuvarande Finland, död 17 november 1777 i Grebo, Östergötland, svensk konstnär.

## Biografi
Johan Stålbom blev omkring 1733 elev till Johan Pasch och Lorens Pasch d.ä. Han reste 1735 till Finland för att träffa sina föräldrar. I slutet av 1730-talet kan han ha varit bosatt i Varberg, källmaterialet är dock osäkert. 
Från 1740-talet var han verksam i Östergötland. Han bodde en tid i Norrköping, men förvärvade senare egendomen Orräng i Grebo socken.
Johan Stålbom är främst känd som en skicklig porträttmålare. Han utförde porträtt i både olja och miniatyrer samt kyrkomålningar. Som ung var han starkt påverkad av Lorens Pasch d.ä., senare av Gustaf Lundberg. 
Han är representerad i Nationalmuseum, Uppsala universitetsbibliotek, Linköpings stiftsbibliotek, Nordiska museet och Norrköpings konstmuseum och Västerås samt med målningar i exempelvis Regna och Grebo kyrkor. 
Mycket uppmärksammad är altaruppsatsen i Grebo kyrka från 1773, med en altartavla utförd och skänkt av Johan Stålbom, mot att han fick fritt stolrum i kyrkan. Altartavlan föreställer Jesu korsfästelse med Maria och Johannes på var sida. Det har påtalats att bilden är spegelvänd. Maria står normalt på Jesu högra sida och Johannes på den vänstra. Likaså är den korsfästes sår och huvudets lutning omvänt mot det vanliga. Av Johan Stålbom finns ytterligare tre oljemålningar i Grebo kyrka: den gråtande Petrus, samt i sakristian Martin Luther och Christer Lindholm (kyrkoherde i Grebo 1745 till 1800).
I Grebo kyrkas korgolv finns sex gravhällar. Fem flyttades från gamla kyrkan redan i slutet av 1700-talet. Den sjätte, Johan Stålboms gravsten, flyttades till koret 1925. Den hade tidigare varit placerad på kyrkogården öster om kyrkans kor. När det nya värmesystemet installerades 1950 användes den till att täcka över luftintaget i korgolvet.
Enligt uppgift var Johan Stålbom son till en barberare och husägare i Stockholm. Johan Stålbom gifte sig omkring 1757 med Susanna Beata Hammardahl. Deras son, Johan Stålbom, född 25 april 1773, studerade först i Viborg, senare i Greifswald, blev filosofie magister 1797 och var från år 1799 handsekreterare hos fursten Fredrik Vilhelm von Hessenstein.

### Verk i urval

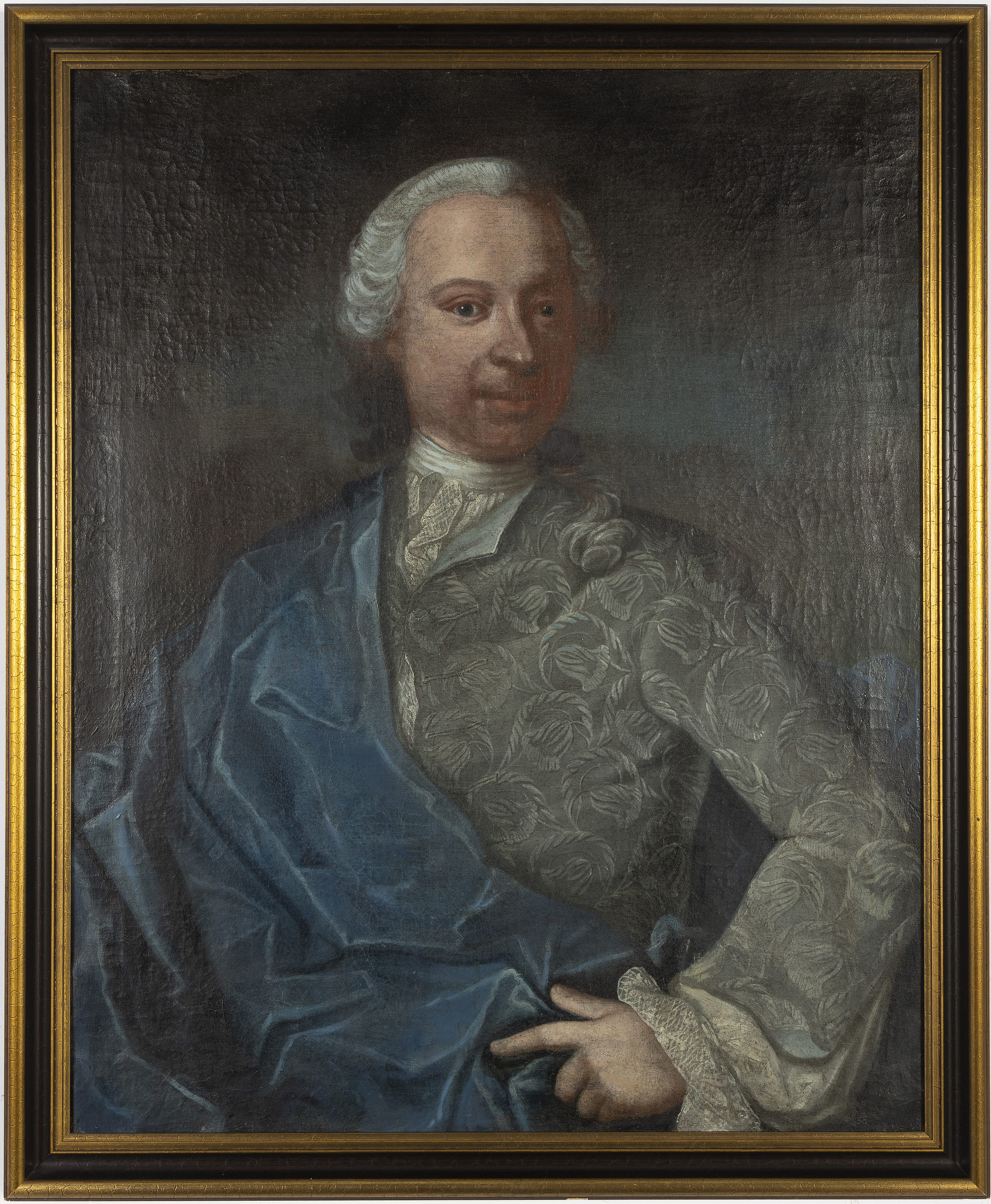
Cläs Lybecker (1720-1779), troligen avporträtterad under 1750-talet.
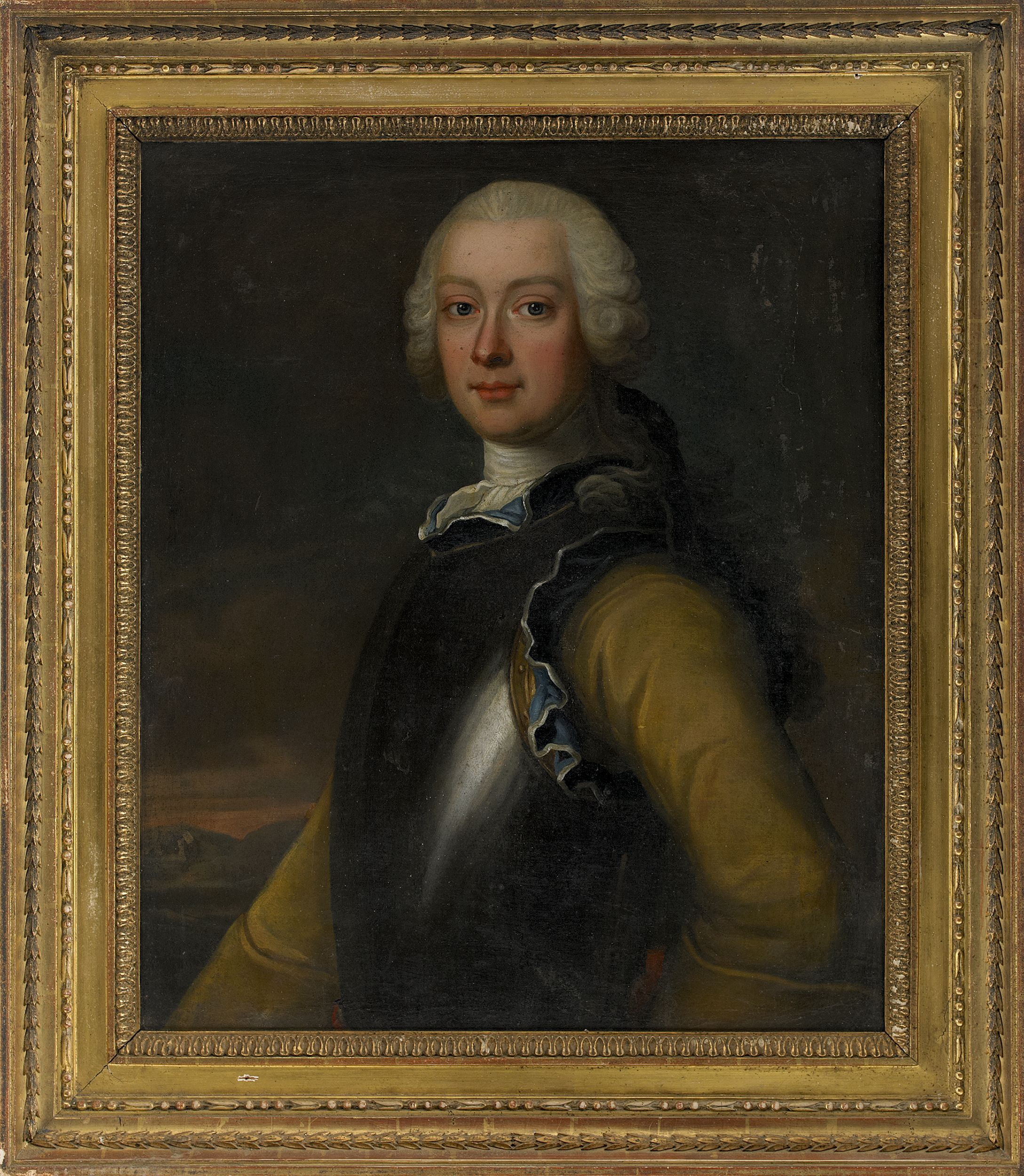
Georg Henrik Lybecker avporträtterad under 1750-talet.
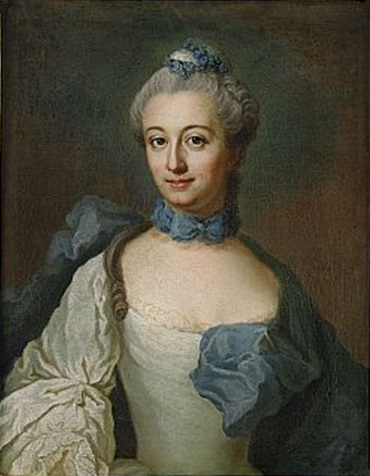
Fredrika Ulrika Staël von Holstein målad av Johan Stålbom år 1766.

## Fotnoter
1. ↑  Benezit Dictionary of Artists, Oxford University Press, 2006 och 2011, ISBN 978-0-19-977378-7, Benezit-ID: B00174208, läst: 9 oktober 2017.[källa från Wikidata]
2. ↑  KulturNav, KulturNav-ID: b02b0f8b-cfab-4951-8d4f-8a7590e61386, läst: 9 oktober 2017.[källa från Wikidata]
3. ↑  MutualArt.com, MutualArt konstnärs-ID: BCD8323A660535B8, läst: 9 oktober 2017.[källa från Wikidata]
4. ↑  Finska konstnärsgillets konstnärsmatrikel.[källa från Wikidata]
5. ↑  Konstnärslistan (Nationalmuseum), 12 februari 2016.[källa från Wikidata]
6. ↑  Union List of Artist Names, 16 augusti 2008, ULAN: 500107579, läs online, läst: 22 maj 2021.[källa från Wikidata]
7. ↑  ”Johan Stålbom – Nationalmuseum.se”. collection.nationalmuseum.se. https://collection.nationalmuseum.se:443/eMuseumPlus/?service=ExternalInterface&module=artist&objectId=8929&viewType=detailView. Läst 18 november 2024.
8. ↑  Uppsala universitetsbibliotek Arkiverad 17 mars 2017 hämtat från the Wayback Machine.
9. ↑  ”Porträtt av Henric Sparschück.”. digitaltmuseum.se. https://digitaltmuseum.se/011023399814/tavla. Läst 18 november 2024.
10. ↑  Interiör från 1900-talet.
11. ↑  Svenska kyrkan om Grebo kyrka.